# U-Bahnhof Rehberge

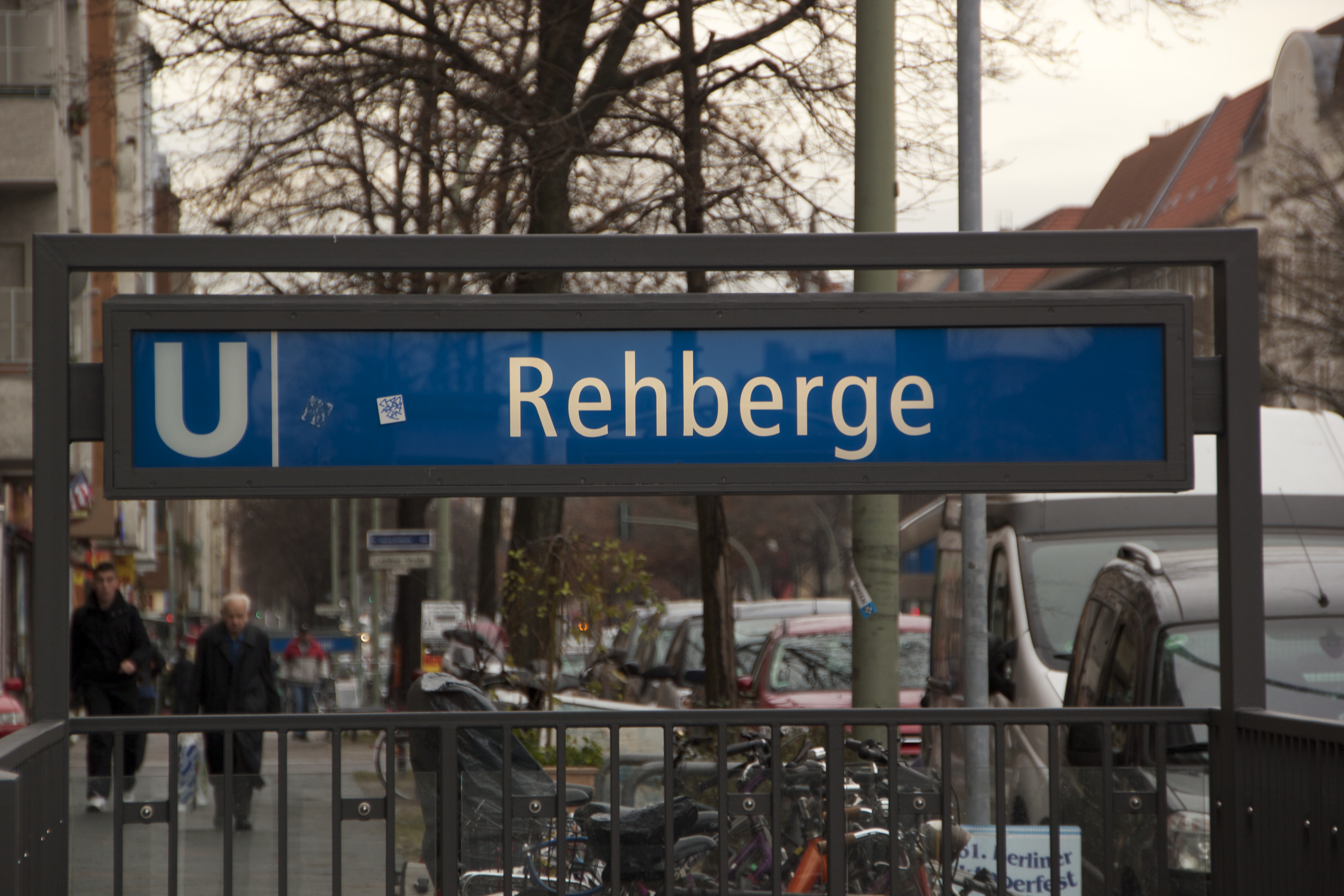
Bahnhofseingangsbereich in der Müllerstraße

Der U-Bahnhof Rehberge ist eine Station der U-Bahn-Linie U6 an der Müllerstraße im Berliner Ortsteil Wedding (Bezirk Mitte). Sie liegt nahe dem namensgebenden, in den 1920er Jahren eingerichteten, Volkspark Rehberge.

## Planungen

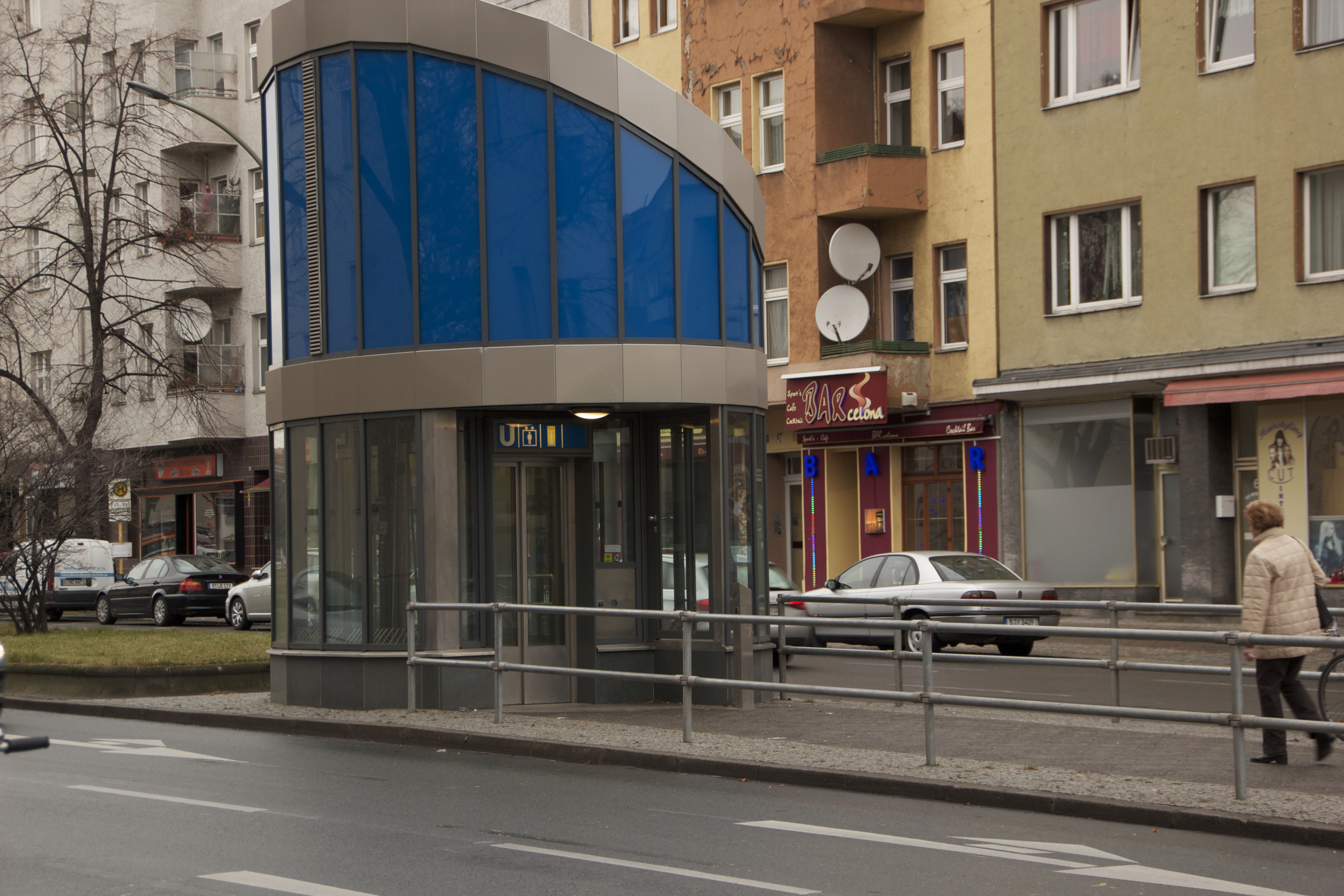
Aufzug

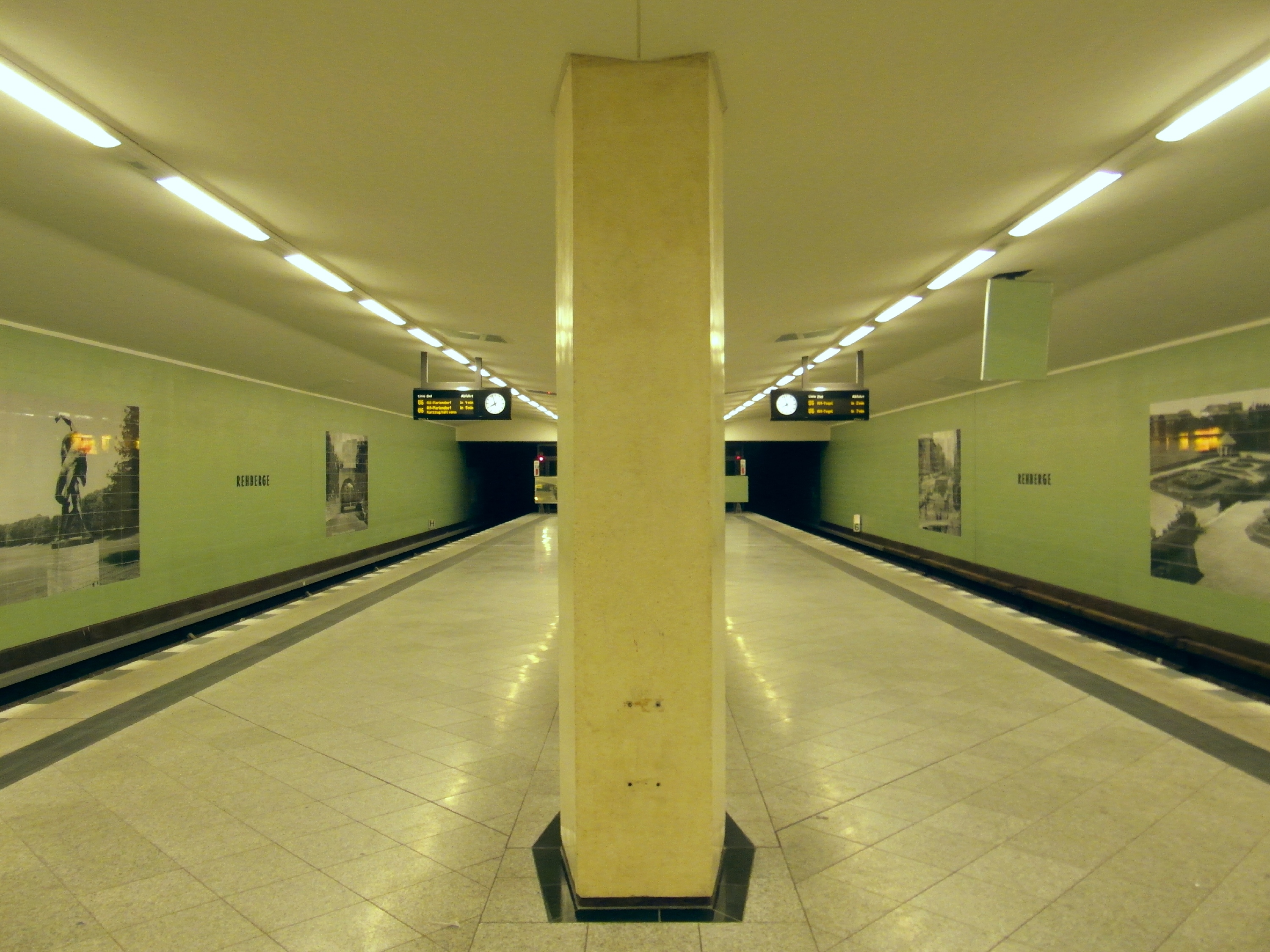
Bahnsteig

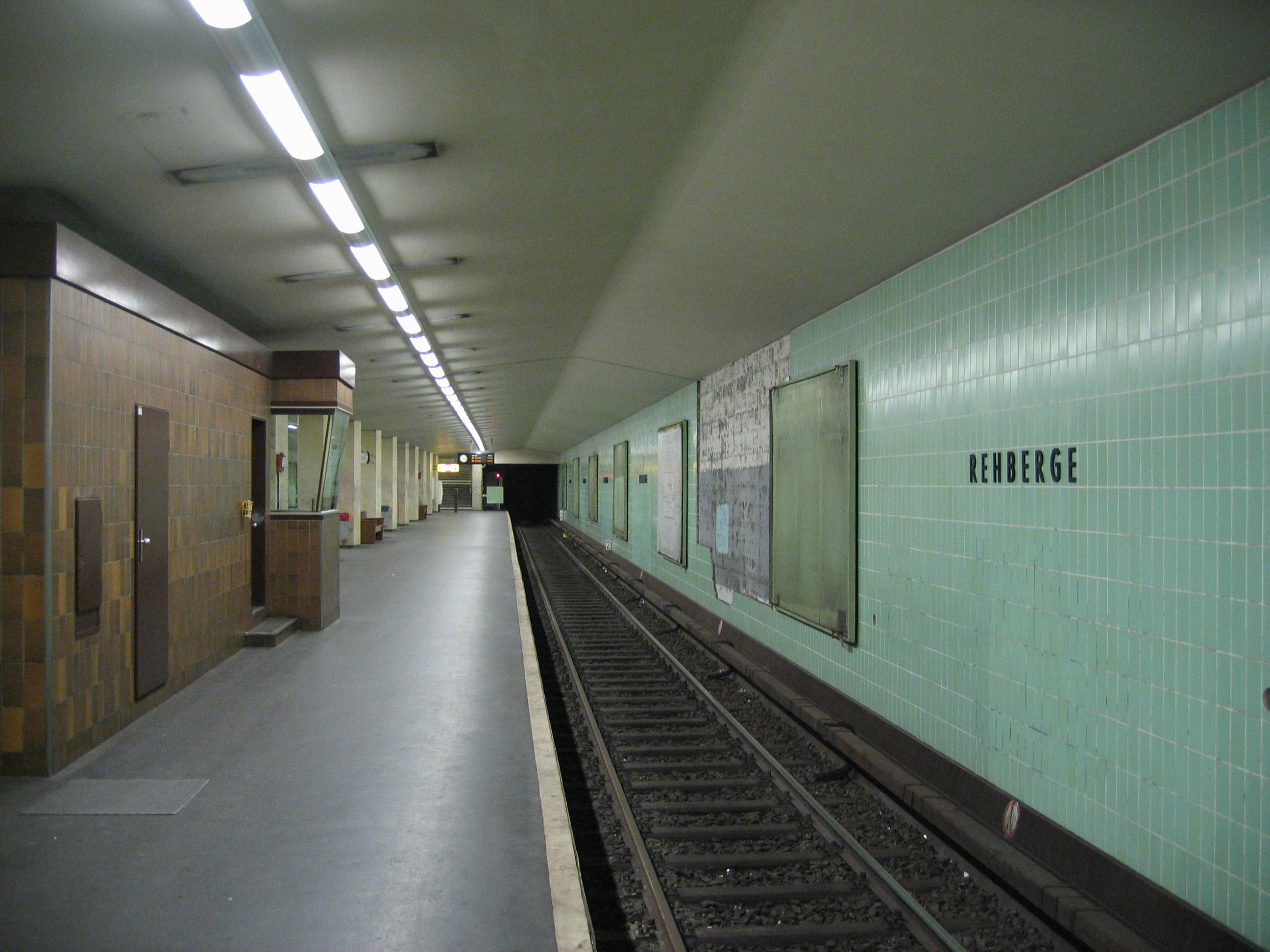
Bahnhof vor der Sanierung

Der U-Bahnhof Rehberge ist Teil der sogenannten „Müllerstraßen-U-Bahn“, einer Verlängerung der vormaligen Linie C-Nord in Richtung Tegel. Der Ausbau umfasste rund 2,4 Kilometer und sah drei Bahnhöfe vor. Ausgangspunkt war der U-Bahnhof Seestraße.

## Bau
Erstmals wurde der Ausbau der Linie nach Norden im April 1929 von Ernst Reuter vorgeschlagen, dem damaligen Berliner Stadtrat für Verkehr. Bereits im Juli 1929 begann der Ausbau, musste jedoch wegen der durch die Weltwirtschaftskrise ausgelösten Finanzkrise Berlins schon im Herbst 1930 wieder eingestellt werden.
Nach dem Zweiten Weltkrieg schlug wiederum Ernst Reuter, nun Regierender Bürgermeister von Berlin, den weiteren Ausbau der Strecke vor. Im August 1953 beschloss der Senat, unter Nutzung der Vorarbeiten von 1929/1930, die Linie bis nach Tegel zu verlängern. Am 3. Mai 1956 wurde die Streckenerweiterung eröffnet.

## Bahnhofsgebäude
Die architektonische Gestaltung der Bahnhöfe entlang der Neubaustrecke erfolgte durch Senatsbaudirektor Bruno Grimmek, der sich an älteren Entwürfen von Alfred Grenander für andere Strecken orientierte. Die Bahnsteige wurden jeweils mittig angelegt, sind rund acht Meter breit und haben Mittelstützen mit sechseckigem Profil.
Der U-Bahnhof Rehberge – ursprünglich waren auch die Namen Goethepark und Otawistraße für die Station vorgesehen – hat einen Mittelbahnsteig und im Zwischengeschoss eine Vorhalle. An beiden Enden der Bahnsteige gibt es je zwei Zugänge. Die Mittelstützen auf dem Bahnsteig haben ein sechseckiges Profil. Bis zur Sanierung waren diese mit gelben (optisch dem Terrazzo ähnlichen) Steinen verkleidet, die Wände des U-Bahnhofs mit mintgrünen Keramikfliesen. Der Name des Bahnhofs ist in Versalbuchstaben direkt auf die Fliesen der Wandverkleidung montiert, die Beleuchtung – seinerzeit ein Novum – erfolgte von Anfang an durch Neonlampen.
Ab Herbst 2009 wurde der U-Bahnhof Rehberge saniert. Ein Aufzug ist seit 1. Dezember 2010 in Betrieb und bietet damit einen barrierefreien Zugang, die Kosten dafür beliefen sich auf etwa 900.000 Euro. Die Wandflächen wurden mit großflächigen hellgrünen Keramikplatten neu verfliest. Anstelle der Werbeflächen wurden Fotos angebracht, die die Umgebung des Bahnhofs in früheren Zeiten zeigen. Die Pfeiler erhielten dunkelgrüne Fliesen. Auch die Vorräume und Zugangsgebäude wurden mit Grün- und Rehmotiven neu gestaltet. Der ursprüngliche Asphalt-Bahnsteigbelag wurde durch Natursteinplatten ersetzt und ein Blindenleitsystem eingebaut. Des Weiteren weist die Station Rehberge designtechnisch Ähnlichkeiten mit dem U-Bahnhof Afrikanische Straße auf.

## Anbindung
| Linie | Verlauf |
| ----- | --- |
|       | Alt-Tegel – Borsigwerke – Holzhauser Straße – Otisstraße – Scharnweberstraße – Kurt-Schumacher-Platz – Afrikanische Straße – Rehberge – Seestraße – Leopoldplatz – Wedding – Reinickendorfer Straße – Schwartzkopffstraße – Naturkundemuseum – Oranienburger Tor – Friedrichstraße – Unter den Linden – Stadtmitte – Kochstraße – Hallesches Tor – Mehringdamm – Platz der Luftbrücke – Paradestraße – Tempelhof – Alt-Tempelhof – Kaiserin-Augusta-Straße – Ullsteinstraße – Westphalweg – Alt-Mariendorf |

Am U-Bahnhof bestehen keine Umsteigemöglichkeiten zu anderen Linien des Berliner Nahverkehrs.